# Tenería del Santuario
Tenería del Santuario är en ort i Mexiko.   Den ligger i kommunen Celaya och delstaten Guanajuato, i den centrala delen av landet, 220 km nordväst om huvudstaden Mexico City. Tenería del Santuario ligger 1 770 meter över havet och antalet invånare är 4 145.
Terrängen runt Tenería del Santuario är platt söderut, men norrut är den kuperad. Terrängen runt Tenería del Santuario sluttar söderut. Runt Tenería del Santuario är det tätbefolkat, med 343 invånare per kvadratkilometer. Närmaste större samhälle är Celaya, 8,6 km söder om Tenería del Santuario. Trakten runt Tenería del Santuario består till största delen av jordbruksmark.